# اريك فاريس
اريك فاريس (بالإنجليزية: Eric Farris)‏ هو لاعب كرة قاعدة أمريكي، ولد في 3 مارس 1986 في ساكرامنتو في الولايات المتحدة.

## وصلات خارجية
- اريك فاريس على موقعبيزبول رفرنس.كوم (الدوري الرئيسي) (الإنجليزية)
- اريك فاريس على موقعبيزبول رفرنس.كوم (الدوري الثانوي) (الإنجليزية)